# Xanthomyias
Xanthomyias – rodzaj ptaków z podrodziny eleni (Elaeniinae) w rodzinie tyrankowatych (Tyrannidae).

## Zasięg występowania
Rodzaj obejmuje gatunki występujące w Ameryce Południowej.

## Morfologia
Długość ciała 11–13 cm, masa ciała 7–12 g.

## Systematyka

### Etymologia
Xanthomyias: gr. ξανθος xanthos „żółty”; nowołac. myias „muchołówka”, od gr. μυια muia, μυιας muias „mucha”; πιαζω piazō „chwytać”.

### Podział systematyczny
Do rodzaju należą następujące gatunki:
- Xanthomyias minor (Taczanowski, 1879) – andotyranek żółtawy
- Xanthomyias calopterus (P.L. Sclater, 1859) – andotyranek rdzawoskrzydły
- Xanthomyias stictopterus (P.L. Sclater, 1859) – andotyranek białopręgi
- Xanthomyias poecilocercus (P.L. Sclater & Salvin, 1873) – andotyranek białosterny
- Xanthomyias hellmayri (von Berlepsch, 1907) – andotyranek boliwijski
- Xanthomyias plumbeiceps (Lawrence, 1869) – pręgotyranik ciemnogłowy
- Xanthomyias virescens (Temminck, 1824) – pręgotyranik zielonawy
- Xanthomyias sclateri (von Berlepsch, 1901) – pręgotyranik stokowy
- Xanthomyias urichi (Chapman, 1899) – pręgotyranik wenezuelski
- Xanthomyias reiseri (Hellmayr, 1905) – pręgotyranik brazylijski